# Appenzelski sir
Appenzelski sir (nemško Appenzeller®, izgovorjava [ˈapn̩ˌt͡sɛlɐ] ()) je vrsta švicarskega poltrdega sira. 

## Značilnosti
Appezelski sir ima obliko, ki spominja na mlinski kamen, z rahlo izbočeno obodno ploskvijo ter ravnima osnovnima. Hlebec ima premer 30 do 33 cm, ter je visok 7 do 8 cm. Teža hlebca se z ozirom na velikost in staranje spreminja in znaša od 6,4 do 7,4 kg. Skorja je čvrsta, zrnata, naravna, rdečkasto rjava. Sir ima čvrsto in gosto teksturo, ki je hkrati gladka in kremasta. Testo je slonokoščene ali slamnato rumene barve (odvisno od različice), z redkimi očesci, ki so enakomerno porazdeljena. Sir ima močan vonj in bogat, lahko tudi oreščkast okus, z zeliščnimi in pikantnimi notami. Vsebuje okoli 31% maščobe v suhi snovi, okoli 40% vode v nemaščobni snovi, ter okoli 1,5% soli.

## Zgodovina
Appenzelski sir ima bogato zgodovino, ki sega več kot 700 let nazaj. Prvič je bil omenjen v dokumentu iz leta 1282. Sir je dobil ime po nekdanjem kantonu Appenzell v Švici, danes pa ga izdelujejo v kantonih Appenzell Innerrhoden, Appenzell Ausserrhoden, ter v delih kantonov St. Gallen in Thurgau. Sprva so sir izdelovali menihi, da bi porabili viške mleka in zagotovili vir prehrane tudi v zimskih mesecih. Po metodi izdelave appenzelskega sira so že pred drugo svetovno vojno v Bohinju izdelovali »bohinjski pikantni sir«, iz mešanice kravjega in kozjega mleka.

## Proizvodnja
Po dokaj standardnih postopkih proizvodnje sirnine je presenetljivo, da sirarji samo štiri do pet tednov skrbijo za sirne kolute v lastni sirarni. V tem času sire redno obdelujejo z mešanico slane vode, da postopoma oblikujejo naravno skorjo.
Po petih tednih kulute sira dostavijo uradnemu Affineurju iz združenja proizvajalcev appenzelskega sira (Appenzeller Käse Handelsverband), ki v naslednjih 2-7 mesecih sire pere v zeliščni raztopini, enkrat do dvakrat na teden. Ta raztopina je bogata z različnimi zelišči, koreninami, cvetovi, semeni in lupinami.
Natančen recept za to raztopino je skrbno varovana skrivnost, pravzaprav naj bi bila sedaj samo dva človeka seznanjena s celotnim receptom.

## Različice
Appenzelski sir je sedaj na voljo v petih glavnih različicah:
| slika | uradno imenovanje                   | starost sira     | značilnosti                                                                             | oznaka    |
| ----- | ----------------------------------- | ---------------- | --------------------------------------------------------------------------------------- | --------- |
|       | Appenzeller® Classic (Silver label) | 3-4 mesece       | rahlo začinjen                                                                          | srebrna   |
|       | Appenzeller® Surchoix (Gold label)  | 4-6 mesecev      | močneje začinjen                                                                        | zlata     |
|       | Appenzeller® Extra (Black label)    | 6 mesecev in več | najbolj aromatičen, poln okus                                                           | črna      |
|       | Appenzeller® (Purple label)         |                  | brez laktoze, glutena, barvil, konzervansov in ojačevalcev okusa                        | vijolična |
|       | Appenzeller® (Brown label)          | 6-8 mesecev      | iz polposnetega mleka, brez laktoze, glutena, barvil, konzervansov in ojačevalcev okusa | rjava     |

Poleg teh različic izdelujejo še dve različici biološkega sira, Appenzeller® Bio (Green label) ter Appenzeller® Bio (Dark Green label), obe z oznako Bio Suisse, poleg teh pa še različico Appenzeller® Raclette (za Raclette), ter pakirano mešanico sirov za Fondue.

### Zaščita označbe porekla
Appenzelski sir nima švicarske oznake geografsko zaščitenega izdelka AOC (Appellation d'origine contrôlée), niti švicarske oznake geografsko zaščitenega izdelka AOP (Appellation d'origine protégée). V Uniji je tema oznakama primerljiva oznaka Zaščitena označba porekla, ki pa je del širšega evropskega sistema zaščite geografskih označb.
Kljub temu je skrb za kakovost tega švicarskega sira s strani Appenzeller Käse Handelsverband na lokalni, ter Schweizersiche Käse Union na nacionalni ravni tako velika in natančna, da razlike med posameznimi proizvajalci niso omembe vredne.

## Razširjenost
Appenzelski sir je zelo priljubljen in se izvaža v številne države po vsem svetu. Čeprav Appenzelski sir proizvajajo samo obrtniško, v približno 75 manjših sirarnah, na omejenem območju Švice, je sir na voljo v številnih evropskih državah, kot so Nemčija, Francija, Nizozemska in Belgija. Poleg tega ga izvažajo v ZDA, Kanado in druge dele sveta.